# Delta Force
 For alternative betydninger, se Delta Force (flertydig). (Se også artikler, som begynder med Delta Force)
Delta Force er et first person shooter computerspil, der foregår i de mellemøstlige lande. Spillet findes i flere versioner og kan fra version til version udspille sig på forskellige måder. Det mest populære spil i rækken er Delta Force: Black Hawk Down. Her kan man spille flere typer spil som: Deathmatch (Alle mod alle), Team (Rød mod blå team), Capture the flag (Rød mod blå team) og meget andet. Derudover er spillet stadig populært da der med spillet følger en map editor, der hvis man først lære at bruge den, er meget nem. Derudover kan man med Delta Force spille singleplayer, online (med NovaLogic login) og over ens lokale netværk (LAN).

## Deathmatch
Her spiller alle spillere alle mod alle, i de krigshærgede ruiner. Du kan hele tiden følge med på en liste over, hvem der har skudt flest og dermed ligger nummer et. Et spils længde variere alt efter spiladministratorens, spilindstillinger.

## Multiplayer
Der findes flere multiplayer games i Delta Force, den mest udbredte er nok det som man på dansk kan oversætte til 'Rød mod blå team'. Her fordeler spillet alle spillere på 2 hold hvorefter man starter forskellige steder. Der er i det vi kalder 'Rød mod blå team' endnu to underkategorier. Den ene er Team Deathmatch, her gælder det om at skyde så mange modstandere så muligt. Dør du bliver du livet op igen umiddelbart lige efter og starter hvor du startede ved spillets start. Det hold som har skudt flest fjender til sidst, vinder. Den anden multiplayer mode (ukendt navn), foregår således at de to teams som før skal skyde modstandere, men de skal også erobre det de i spillet kalder 'Spawn points', det er små halvtrekanter placeret strategiske steder på banen. Her gælder det for holdet om at trekanten skal have holdets farve så længe så muligt uden et andet hold erobre den. Man erobre et 'spawn point' ved at gå ind i den. Der er også en rund zone. Jo længere tid du er her uden at blive skudt af fjenden, jo flere points laver du til dit team. Nogle baner er sat til at når man som en person har været i zonen i ti minutter i rap uden at dø, så vinder holdet.. Der er denne teknik som denne type multiplayer game er bygget på.